# Dobbertin
Dobbertin is een gemeente in de Duitse deelstaat Mecklenburg-Voor-Pommeren, en maakt deel uit van het Landkreis Ludwigslust-Parchim.

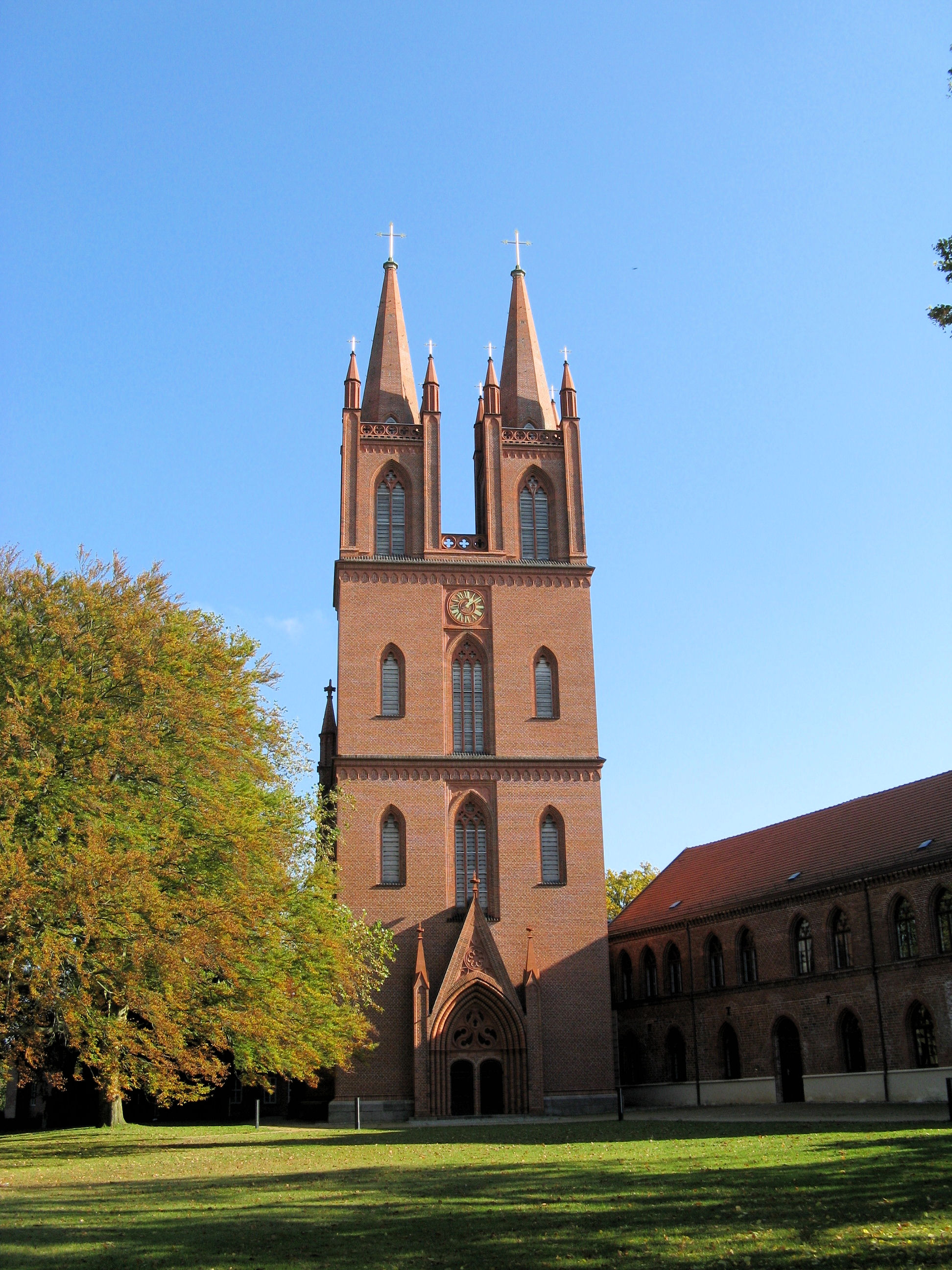
Kerk

Dobbertin telt 1.106 inwoners.